# Marina Heights Tower
La Marina Heights Tower est un gratte-ciel résidentiel de 208 mètres de hauteur construit à Dubaï en 2006.
L'architecte est l'agence britannique RMJM.